# Pianura oscura
Pianura oscura (A Darkling Plain) è un romanzo steampunk per ragazzi, scritto da Philip Reeve, nel 2006. È il quarto ed ultimo capitolo della serie del "quartetto delle macchine mortali", preceduto dai romanzi Macchine mortali (2001) e L'oro dei predoni (2003),Congegni infernali (2005).

## Trama
Sono passati sei mesi dalle vicende raccontate in Congegni infernali e Londra è ormai il fantasma della città che era un tempo. Wren sta iniziando a godersi la sua nuova vita da aviatrice, e non può nemmeno lontanamente immaginare che il padre Tom, che soffre ancora terribilmente per la mancanza di Hester, la stia tenendo all'oscuro di un'informazione molto importante che lo riguarda. Quando entrambi, per portare a termine una missione, fanno ritorno a Londra, scoprono che in quel che rimane della città predatrice si nasconde un segreto che potrebbe finalmente porre termine alla guerra. Ma cercare di portarlo alla luce, nel poco tempo che hanno a disposizione, potrebbe mettere a rischio le loro vite. Nel frattempo, molto lontano da lì, a loro insaputa, Hester è costretta a fronteggiare un nemico potente che, se non verrà fermato per tempo, potrebbe usare l'arma di cui è in possesso per distruggere l'umanità intera...